# Paroisse de Livingston
Pour les articles homonymes, voir Livingston.
La paroisse de Livingston (anglais : Livingston Parish) est une paroisse en Louisiane aux États-Unis. Le siège est la ville de Livingston.
Elle était peuplée de 142 282 habitants en 2020. Elle a une superficie de 1 678 km² de terre émergée et 142 km² d’eau. Elle est nommée en l'honneur de Robert Livingston, qui négocia la vente de la Louisiane de la France et d'Edward Livingston (1734-1836), juriste et secrétaire d'État du président Andrew Jackson, qui s'installa en Louisiane et accomplit une révision du code civil franco-louisianais avec celui des États-Unis après la vente de la Louisiane par Napoléon Ier.
Elle est enclavée entre la paroisse de Sainte-Héléna au nord, la paroisse de Tangipahoa à l'est, la paroisse de Saint-Jean-Baptiste au sud-est, la paroisse de l'Ascension au sud-ouest et la paroisse de Baton Rouge Est à l'ouest.  

## Démographie
Lors du recensement de 2000, les 91 814 habitants de la paroisse se divisaient en 94,35 % de « Blancs », 4,22 % de « Noirs » et d’Afro-Américains, 0,36 % d’Amérindiens, 0,18 % d’Asiatiques, ainsi que 0,19 % de non répertoriés ci-dessus et 0,68 % de personnes métissées.
La paroisse comptait 1,58 % qui parle le français ou le français cadien à la maison, soit 1 344 personnes parlant au moins une fois par jour la « langue de Molière ».   

## Municipalités
| - Albany - Colyell (non-incorporée) - Denham Springs | - French Settlement - Holden (non-incorporée) - Killian | - Livingston (siège de la paroisse) - Port Vincent - Satsuma (non-incorporée) | - Springfield - Walker - Watson (non-incorporée) |